# Pokémon The Park 2005

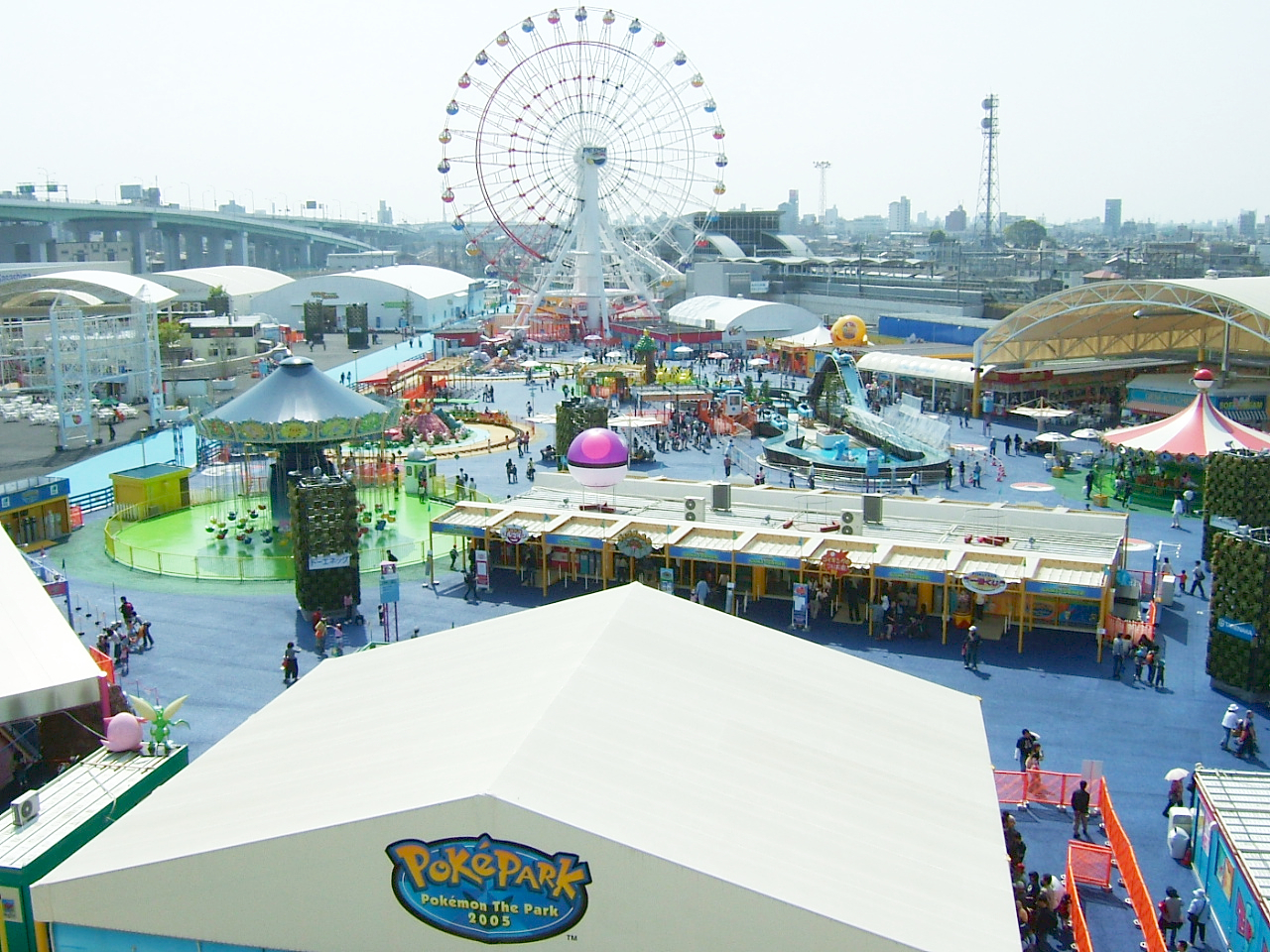
ポケパーク（名古屋）

Pokémon The Park 2005（ポケモン ザ パーク 2005）は、2005年（平成17年）3月18日から同年9月25日まで愛知県名古屋市中村区平池町のデ・ラ・ファンタジア内に設けられた、ポケットモンスターの世界観を元にした遊園地。通称「ポケパーク (PokéPark)」。
主題歌は「ハロー!サンキュー!」（歌: ベッキー（&ポケパークKIDS合唱団））。

## 施設

### 概要
主だった解説を箇条書きで記す。
- ポケットモンスターをモチーフにした13のアトラクションとゲームコーナー、及びカフェとショップが展開された。
- アトラクションの利用にかかわる支払いは、『ポケモン3Dアドベンチャー』を除き、全て電子マネー「Edy」のみに限定された。
- ほとんどのアトラクションで、「2歳以上が有料」となっていた。
- アトラクションの半数近くは、2004年（平成16年）に閉園した大阪府泉佐野市の遊園地（「りんくうパパラ」）から移築され、外見上の装飾を大幅に更新したものである。
- 施設内では、ゲームボーイアドバンス版のポケモンソフトを対象に「ポケモンのタマゴ」のデータがもらえるキャンペーンが行われていた（詳細は、下記のポケモンのタマゴを参照）。

### アトラクション
- ポケモン大観覧車
- おどるポケモンミニツアー
- ルギアのくるくるシップ
- アルトマーレの観光船
- バトルコースター裂空
- ポケモンメリーゴーランド
- ポケモン星空トリップ
- ピカチュウの森
- アクア団vsマグマ団 クラッシュカーバトル
- ミズゴロウのスプラッシュアドベンチャー
- ピチューBros.のわんぱくトレイン
- ポケモンわくわくサファリ
- ポケモンふわふわキッズ
- ポケモンだいすきクラブステージ
- ポケモンゲームコーナー
- ポケモン3Dアドベンチャー - ラ・バーモささしま（現：マーケットスクエアささしま）内の109シネマズ名古屋にて放映。ポケモンのキャラクターの1つである「ニャース」を、ニンテンドーDSの通信機能を使って受け取ることができた。
- ウォークスルーアドベンチャー「ミュウと波導の勇者ルカリオ」 - このアトラクションを利用する場合のみ、リザベーション・チケット（予約券）が使えた。

### ショップ・カフェ
- ポケモンショップR
- ニャースのパーティカフェ
- トイザらス ポケパークストア - ポケパーク限定（当時）のニンテンドーDS本体が売られていた。

## ポケモンのタマゴ
開場中は随時、無線通信を利用して「ポケモンのタマゴ」のデータが配布されていた。
- 対象はゲームボーイアドバンス版の『ルビー・サファイア・エメラルド・ファイアレッド・リーフグリーン』。
- 受信にはゲームボーイアドバンス専用ワイヤレスアダプタか、ニンテンドーDS本体が必要。
- 一度にもらえるのは1個ずつで、どれがもらえるのかはランダムだが、タマゴは何個でも受け取ることができた。
- もらえるタマゴから孵ったポケモンは、通常では覚えることのできないわざを1種類覚えていた。

### 詳細
※最後のわざ（太字）は、そのポケモンが普段覚えることのできない技。
- ヘイガニ: あわ、みずあそび
- プラスル: なきごえ、でんじは、みずあそび
- マイナン: なきごえ、でんじは、どろあそび
- サニーゴ: たいあたり、どろあそび
- パッチール: たいあたり、さわぐ、うたう
- ゴニョニョ: はたく、さわぐ、フラフラダンス
- スバメ: つつく、なきごえ、きあいだめ、フェザーダンス
- アメタマ: あわ、どろあそび
- ソーナノ: はねる、あまえる、アンコール、くすぐる
- ピチュー: でんきショック、あまえる、このゆびとまれ
- ププリン: うたう、あまえる、まるくなる、くすぐる
- エネコ: なきごえ、たいあたり、しっぽをふる、ころがる
ただしエメラルド版では「ころがる」を「おしえわざ」として習得可能。
- サボネア: どくばり、にらみつける、すいとる、アンコール
- コダック: みずあそび、ひっかく、しっぽをふる、どろあそび
- バネブー: はねる、さわぐ

## スタッフ
- パーク内で働いていたスタッフは数名の社員、または契約社員と派遣会社からのアルバイトで構成されていた。アルバイトは全員研修を受け、初期からのスタッフは2月中旬から約1か月間にわたり講師が専門的な指導を行なっている。なお、期間中も随時募集は続けられた。
- スタッフは大きく4つに分類され、それぞれアトラクションのキャスト（乗り物係）、Edyカード販売スタッフ、パーク内限定の商品を扱うショップ店員、誘導員（雑用要員）。さらに警備会社2社、清掃会社、デ・ラ・ファンタジア運営スタッフなどがいた。
- 期間中3回慰労会が開催された。最終日翌日の2005年（平成17年）9月26日にラ・バーモささしまの隣にあるZepp Nagoyaで最後の慰労会が開催された。また終了から約1か月後、スタッフ全員に非売品のDVDが配布されている。

## 入場者数
- 期間中もっとも混雑したのは4月末から5月のゴールデンウィーク期間中で、1日最大で約4万人が来場した。中でも2005年（平成17年）4月30日には、「ポケモンわくわくサファリ」で最大8時間待ちという記録的動員があった。また、夏休み期間中にもほぼ毎日混雑し、前述の人気アトラクション「わくわくサファリ」などでは正午過ぎの時点で最大6 - 7時間待ちも記録された。その他、連日長蛇の列ができたアトラクションでは、「ミズゴロウのスプラッシュアドベンチャー」などが挙げられる。
- 公式に発表された総入場者数は約415万人[1]。

## 交通手段
デ・ラ・ファンタジア#交通アクセスを参照。

## 海外展開
2006年（平成18年）6月23日 - 9月24日の間、台湾の台北市で開催。新アトラクション、「1.2.3.水箭龜 GO!（カメックスのあっちむいてGO!）」を含めた9つのアトラクションがあった。入場料は1日入場券で、大人860元、子供650元。